# Théologie des signes des temps
L'expression signes des temps (en latin signa temporum) désigne les événements et aspects de la situation du monde qui par leur généralisation caractérisent une époque.
C'est une thématique apparue dans l'Église catholique à partir des années 1940 et qui a été fortement mise en avant depuis la période du Concile Vatican II. Selon le théologien Karl Rahner, il s'agit de « l’une des trois ou quatre formules les plus significatives du Concile, au cœur de ses démarches comme à l’initiative de son inspiration ». Élisabeth Lacelle considère que cette formule marque l'« ouverture de la conscience de l’Église à sa dimension historique de dialogue avec le monde ».

## Fondement biblique
La théologie des signes des temps s'appuie sur des extraits des évangiles. 
Mt 16, 1-4 :
« Les Pharisiens et les Sadducéens s'approchèrent alors et lui demandèrent, pour le mettre à l'épreuve, de leur faire voir un signe venant du ciel. Il leur répondit : « Au crépuscule, vous dites : il va faire beau temps, car le ciel est rouge feu ; et à l'aurore, mauvais temps aujourd'hui, car le ciel est d'un rouge sombre. Ainsi le visage du ciel, vous savez l'interpréter, et pour les signes des temps vous n'en êtes pas capables ! Génération mauvaise et adultère ! Elle réclame un signe, et de signe, il ne lui sera donné que le signe de Jonas. » Et les laissant, il s'en alla. »
Lc 12, 54-59 :
« Il (Jésus) disait à la foule : « Lorsque vous voyez un nuage se lever au couchant, aussitôt vous dites qu’il va pleuvoir, et ainsi arrive-t-il. Et lorsque c'est le vent du midi qui souffle, vous dites qu’il va faire très chaud, et c'est ce qui arrive. Hypocrites, vous savez discerner le visage de la terre et du ciel, et ce temps-ci alors, comment ne le discernez-vous pas ?
Mais pourquoi ne jugez-vous pas par vous-mêmes de ce qui est juste ? Ainsi, quand tu vas avec ton adversaire devant le magistrat, tâche, en chemin, d'en finir avec lui, de peur qu’il ne te traîne devant le juge, que le juge ne te livre à l'exécuteur, et que l'exécuteur ne te jette en prison. Je te le dis : tu ne sortiras pas de là que tu n'aies rendu même jusqu'au dernier sou. » »
Traduction de la Bible de Jérusalem.

## Historique
L'expression est apparue dans certains milieux théologiques français ; elle est explicitement employée lors du concile dans la constitution Gaudium et Spes (promulguée en 1965) qui, à l'article 4, affirme que « l’Église a le devoir, à tout moment, de scruter les signes des temps et de les interpréter à la lumière de l’Évangile, de telle sorte qu’elle puisse répondre, d’une manière adaptée à chaque génération, aux questions éternelles des hommes sur le sens de la vie présente et future et sur leurs relations réciproques ».
Toutefois, plusieurs auteurs attribuent à Jean XXIII l'introduction de la thématique des signes de temps dans le Magistère, avant la rédaction des textes conciliaires. Ainsi, dans son encyclique Pacem in terris, il utilise la notion sans la nommer, au point que toutes les traductions l'utilisent dans les intertitres. Selon le théologien Martin Maier, les signes principaux relevés par Jean XXIII sont « la socialisation, la promotion des classes laborieuses, l'entrée de la femme dans la vie publique et l'émancipation des peuples colonisés ».
Pour Maier, la théologie des signes des temps marque le dépassement d'une vision de l'Église dont la tâche se bornerait à garder le dépôt de la foi, et d'une vision de l'histoire marquée par une coupure nette entre « histoire profane » et « histoire du salut ».
Pour André Beauchamp, prêtre et écologiste canadien, les enjeux environnementaux, le sort de la Création et l’état actuel de « notre maison commune » constituent le signe des temps le plus fort de notre époque.
Pour Jean Bastaire, l'écologie est aussi un signe des temps pour l'Église. Dans un article paru en 2005 en réponse à l'accusation de Lynn White Jr parue en 1967 dans la revue Science, il montre que l'écologie incite les chrétiens à un retour aux sources de la foi et à un surgissement de l’Esprit pour de nouveaux développements du salut en Christ.